# Black Hawk Down
Black Hawk Down ist ein US-amerikanischer Kriegsfilm aus dem Jahr 2001. Der unter der Regie des Briten Ridley Scott gedrehte Spielfilm schildert eine Episode des Bürgerkrieges in Somalia, die Schlacht von Mogadischu am 3. und 4. Oktober 1993. Als Vorlage des auf Tatsachen beruhenden Films diente das Buch Black Hawk Down – Kein Mann bleibt zurück (Originaltitel Black Hawk Down) des Journalisten Mark Bowden, der neben diesem auch weitere Bücher über US-amerikanische Militäroperationen schrieb. Das Verteidigungsministerium der Vereinigten Staaten gab ihm zwar Zugang zu allen Quellen, ein zusammenfassender Bericht existierte jedoch nicht.

## Handlung
Durch einen somalischen Informanten hat der Kommandeur der amerikanischen Spezialeinheiten von einem Treffen wichtiger Ratsmitglieder des Warlords Mohammed Farah Aidid in Mogadischu erfahren. In einer schnellen Operation mit dem Codenamen „Irene“ sollen diese von Mitgliedern der Delta Force verhaftet werden. Anschließend ist ein Abtransport mit einem Fahrzeugkonvoi in das US-Camp geplant. Die zum Feuerschutz eingeteilten Rangers rechnen mit geringem Widerstand und einer Rückkehr innerhalb einer halben Stunde. Daher verzichten sie auf Nachtsichtgeräte, Wasser und Teile der Schutzausrüstung.
Um 15:40 Uhr beginnt die Task Force mit dem Anflug auf ihr Ziel. Zunächst verläuft die Operation wie geplant, doch bald stellt sich heraus, dass die Miliz von Aidid bei diesem Angriff deutlich schneller reagiert als bei vorherigen Operationen der Task Force. Unmittelbar nach dem Verlassen des Stützpunktes haben Beobachtungsposten der Miliz dies ihrer Zentrale gemeldet. Kurz nach Beginn der Aktion gibt es die ersten Verwundeten unter den Rangern. Dennoch gelingen der Task Force die Festnahme und das Verladen der Gefangenen in den aus Humvees bestehenden Haupt-Fahrzeugkonvoi unter Führung von Lt. Col. McKnight.
Auf dem Rückweg nimmt der Widerstand der Miliz ungeahnte Stärke an. Kurz darauf wird der Black Hawk Super Six One, der über dem Kampfgebiet fliegt, von einer Panzerabwehrgranate getroffen. Der Hubschrauber mit sieben Mann Besatzung stürzt knapp 300 Meter vom Zielgebäude entfernt ab. Sofort werden ein Helikopter-Rettungsteam und ein Teil der Bodentruppe dorthin geschickt. Die Besatzung eines MH-6 Little-Bird-Kampfhubschraubers, der bei der Absturzstelle landet, ist in der Lage, Sergeant Daniel Busch zu retten und auszufliegen. Ein weiterer Hubschrauber setzt ein CSAR-Team (Combat Search and Rescue) aus der Task Force ab, wird allerdings selbst beschossen und muss beschädigt zum Stützpunkt zurückkehren.
Die Rettungsmannschaft sitzt am Hubschrauberwrack fest und wird von einer schnell größer werdenden Menge aus Milizsoldaten und bewaffneten Zivilisten angegriffen, unter ihnen Frauen und Kinder. Während das Rettungsteam versucht, sich der Angriffe der Somalis zu erwehren, bemüht sich der Haupt-Fahrzeug-Konvoi zur Absturzstelle durchzubrechen. Allerdings können sich die Soldaten in den Straßen Mogadischus nur schwer orientieren und werden aus der Luft ungenau dirigiert, sie liegen unter ständigem Beschuss und können ohne Panzerfahrzeuge und schwere Waffen die Straßensperren nicht durchbrechen. Zwei Fahrzeuge werden durch RPG-7-Panzerabwehrgranaten zerstört. Als die Sinnlosigkeit dieser Versuche deutlich wird, entscheidet Colonel Daniel McKnight, der Leiter der Fahrzeugkolonne, zur Basis zurückzukehren, um sich neu zu formieren und aufzumunitionieren.
Zum gleichen Zeitpunkt, etwa 17 Uhr, wird der Black Hawk Super Six Four abgeschossen. Er schlägt rund zwei Kilometer vom ursprünglichen Einsatzort der Task Force auf.
Im Hauptquartier stellt General Garrison unterdessen einen provisorischen Trupp aus Stabspersonal und leichten Infanteristen der schnellen Eingreiftruppe zusammen, der mit nur leicht gepanzerten Fahrzeugen in die Stadt geschickt wird. Dieser Versuch scheitert daran, dass fast sämtliche Straßen in die Stadt durch undurchdringliche Sperren blockiert sind. Die Soldaten geraten unter massiven Beschuss und finden keine Möglichkeit, mit den Fahrzeugen die Blockaden zu durchbrechen.
Kurz nach dem Absturz wird ein neuer Luftrettungsversuch über der zweiten Absturzstelle gestartet: Ein Black Hawk setzt zwei Mitglieder der Delta Force ab, Gary Ivan Gordon und Randall David Shughart. Er wird aber in der Luft von einer Panzerabwehrgranate getroffen und kann nur mit Mühe in der Nähe des Flughafens bruchlanden. Die beiden abgesetzten Soldaten versuchen, das Wrack und den einzigen Überlebenden des Absturzes, den verletzten Piloten Michael J. Durant, zu verteidigen. Sie werden aber von einer Übermacht der Somalis überrannt und nacheinander getötet. Durant, der inzwischen sein letztes Magazin verschossen hat und damit wehrlos ist, wird von den Somalis überwältigt und gefangen genommen.
Als es dunkel wird, befinden sich noch 99 Task-Force-Soldaten in Mogadischu. Sie verschanzen sich nahe der ersten Helikopter-Absturzstelle und wehren sich gegen die Angriffe der Somalis. Erst zu diesem Zeitpunkt wendet sich General Garrison an die pakistanischen und malaysischen Blauhelm-Truppen und bittet um Hilfe. Trotz der Sprachprobleme gelingt es, bis 23:30 Uhr einen Konvoi aus vier pakistanischen Panzern, 24 malaysischen gepanzerten Mannschaftstransportern, zwei leichten US-Infanterie-Kompanien und rund 50 Task-Force-Mitgliedern in Bewegung zu setzen. Rund zweieinhalb Stunden lang kämpft sich der Verband bei Dunkelheit und unter Beschuss durch Mogadischu.
Ein kleines Team aus Rangern und Delta-Force-Soldaten erreicht Super Six Four, kann hier aber keine Überlebenden finden. Das Wrack wird durch Sprengsätze zerstört. Bei Super Six One gelingt das Zusammentreffen mit den verschanzten Rangern. Ein Teil von ihnen, der das Verladen in die Fahrzeuge und die Abfahrt des Konvois deckt, findet jedoch keinen Platz mehr und folgt den Fahrzeugen zu Fuß. Der Rettungskonvoi fährt am 4. Oktober 1993 um 5:45 Uhr in das von pakistanischen Militärs kontrollierte Fußballstadion ein. Die übrigen Ranger erreichen das Stadion kurze Zeit später zu Fuß. Die Delta-Force-Soldaten beginnen mit der Suche nach dem vermissten Piloten.
Im Abspann wird die Zahl der Getöteten mit über 1000 Somalis und 19 US-Amerikanern angegeben.

## Filmmusik
Der Soundtrack stammt von Hans Zimmer. Der Titel „Barra Barra“ ist interpretiert von Rachid Taha. „Gortoz A Ran“ stammt von Denez Prigent.
1. Hunger
2. Vale Of Plenty
3. Chant
4. Still
5. Mogadishu Blues
6. Synchrotone
7. Bakara
8. Of The Earth
9. Ashes To Ashes
10. Tribal War
11. Leave No Man Behind
12. Still Reprise

## Kritik an der Darstellung der Ereignisse
Der Film wurde von der U.S. Army mit Material und Statisten unterstützt, weshalb es gewisse „Rücksichtnahmen“ gab. So entfielen einige Szenen, wie die Leichenschändung an zwei Delta-Force-Soldaten (Gary Gordon und Randall Shughart), beide posthum für die Rettung des Piloten Michael J. Durant mit der Medal of Honor ausgezeichnet. Der Name eines Soldaten wurde im Film geändert, weil dieser später in den Vereinigten Staaten wegen Misshandlung und Vergewaltigung der eigenen Tochter verurteilt wurde. Kathleen Canham Ross, die damalige PR-Chefin des Pentagon-Büros in Los Angeles, bestätigte 2003 in einer Fernsehdokumentation der ARD, den Regisseur Ridley Scott zur Auslassung einer Szene verpflichtet zu haben, die einen tatsächlichen Vorfall zu Beginn der Schlacht von Mogadischu darstellte. Dabei war eine Einheit der US Delta Force versehentlich unter Beschuss („Friendly fire“) der US Army Rangers geraten. Die Pentagon-Sprecherin erklärte, diese Szene habe irrtümlich den Eindruck vermittelt, die Spezialeinheiten seien zerstritten gewesen und der Eigenbeschuss sei womöglich absichtlich erfolgt. Ridley Scott selbst erklärte in der Doku, das Herausschneiden der Szene sei aus künstlerischen Beweggründen heraus geschehen.
US-amerikanische Journalisten kritisierten vor allem die politischen und historischen Prämissen des Films oder deren mangelnde Würdigung.
Der britische Autor George Monbiot monierte, dass der Film die US-amerikanischen Soldaten stets als fühlende, hoffende und leidende Personen, die somalischen Kämpfer dagegen fast ausnahmslos als schemenhafte Figuren ohne individuell menschliche Züge zeige. Außerdem vermisse er in seiner Kritik eine differenzierte Auseinandersetzung mit der Figur des Aidid, der zwar ein brutaler Warlord gewesen sei, allerdings nur einer von vielen, die in Mogadischu um die Macht kämpften. Die Tatsache, dass die Eskalation der Lage in Somalia wesentlich von den Amerikanern ausging, werde unterschlagen.
Der beteiligte Schauspieler Brendan Sexton bestätigte, dass zwar im ursprünglichen Drehbuch kritische Fragen zu Sinn und Effektivität der US-Intervention in Somalia und zum gezielten Vorgehen gegen Aidid aufgegriffen worden seien, diese Elemente dann aber in der veröffentlichten Endfassung des Films fehlten. Er schrieb: „Die Somalier werden dargestellt, als wenn sie nicht wüssten, was läuft, als wenn sie versuchen würden, die Amerikaner zu töten, weil sie – wie alle ‚Bösen‘ – alles tun würden, um die Hand zu beißen, die sie füttert. Tatsächlich waren viele wütend, weil die US-Militärpräsenz Leute stützte, die mit dem korrupten Barre-Regime verbunden waren. Die Vereinten Nationen waren auch nicht sehr beliebt, weil sie zu jener Zeit von Boutros Boutros-Ghali geführt wurden, einem früheren ägyptischen Regierungsangehörigen, der ebenfalls Barres Regime unterstützt hatte. Die Somalier hatten viele Gründe, über die US-Präsenz wütend zu sein; vor allem, als die US-Armee von dem ursprünglichen Ziel, Nahrungsmittel zu verteilen, abwich und dazu überging, General Aidid zu jagen. Aidid war im Regime von Barre aufgestiegen, half später, diesen zu stürzen, und wurde dann zum Staatsfeind Nummer Eins der US-Regierung.“ Wesentlich dafür war, 'dass der kommandierende US-Admiral Jonathan Howe als 'wiedergeborener Christ’ in Aidid den Antichristen sah, den es unter allen Umständen auszulöschen gelte.
Auffällig ist das weitgehende Fehlen von Frauen und Kindern unter den somalischen Angreifern. Zwar wird kurz eine kämpfende Frau und ein kämpfendes Kind gezeigt, allerdings bestreiten zum allergrößten Teil männliche Milizionäre den Kampf gegen die US-Truppen. Dabei befanden sich während der Schlacht auch bewaffnete Frauen und Kinder unter den somalischen Angreifern.

## Kritik
Das Lexikon des internationalen Films urteilt: „Außer dem minutiös und realistisch nachgezeichneten Schlachtgetümmel bietet der in Zusammenarbeit mit der US-Army entstandene Film kaum Informationen. Erst recht bezieht er keine Position zur gescheiterten UNO-Friedensmission.“
David Bergmann von Filmstarts ist der Meinung, Black Hawk Down „bietet keinen nennenswerten Patriotismus“, was „viel zur authentischen Stimmung“ des Films beitrage. Bergmann lobt die „Darstellung des Bürgerkrieges“, die „erstaunlich differenziert geriet“. Die „technische Umsetzung“ sowie „die Kameraarbeit von Slavomir Idziak fügt sich in dieses positive Gesamtbild ein, da sie nicht übermäßig aufdringlich ist, aber trotzdem nah genug am Geschehen bleibt, um in manchen Szenen unter die Haut zu gehen“. „Einige Längen“, die der Film aufweise, sowie Hans Zimmers Filmmusik bedenkt Bergmann mit kritischen Worten. Dass der Film „weitestgehend historisch korrekt“ die Kriegshandlungen wiederzugeben versuche, findet jedoch positive Anerkennung.

## Auszeichnungen
2002 wurde der Film Black Hawk Down mit zwei Oscars ausgezeichnet (Bester Schnitt, Bester Ton) und für zwei weitere nominiert (Beste Kamera, Beste Regie). Ridley Scott wurde im selben Jahr für den Directors Guild of America Award nominiert.

## Hintergrund
Bei dem Versuch, hochrangige Anhänger des Warlords Mohammed Farah Aidid in Somalias Hauptstadt Mogadischu gefangen zu nehmen, wurden zwei amerikanische Helikopter vom Typ MH-60 Black Hawk abgeschossen. Die entsandte Rettungseinheit verirrte sich im Labyrinth der innerstädtischen Straßen und geriet unter feindlichen Beschuss. Eingekesselt kämpften die U.S. Army Rangers und Delta Force um ihr Leben.
18 Mitglieder der Task-Force-Ranger-Einheit – ursprünglich werden 19 Opfer angegeben, doch ein Soldat starb zwei Tage später bei einem Anschlag – und angeblich mehr als 1000 Somalier verloren damals ihr Leben. Die Ereignisse führten zu einem Wandel der öffentlichen Meinung in Bezug auf das US-amerikanische Engagement in Somalia. Dieses Engagement war eingebettet in die Mission UNITAF/UNOSOM, die als „humanitäre Intervention“ die Versorgung der von der Hungersnot in Somalia Betroffenen sicherstellen sollte, bald aber in Kämpfe mit verschiedenen somalischen „Warlords“ verwickelt wurde.
In Deutschland erschien der Film erst ein Jahr später in den Kinos als in Amerika. Laut Senator, dem deutschen Verleiher des Films, wurde der Kinostart „aufgrund der aktuellen Ereignisse verschoben“. Gemeint dürften die Terroranschläge am 11. September 2001 in den Vereinigten Staaten gewesen sein. Die US-DVD war zu diesem Zeitpunkt bereits seit einem halben Jahr in Deutschland erhältlich.
Die Idee zu diesem Film stammt von Simon West. Er drängte Jerry Bruckheimer, sich die Rechte an Mark Bowdens Buch zu sichern, und hoffte selbst auf den Regieposten, drehte dann aber doch lieber Lara Croft: Tomb Raider.
Ridley Scott wollte Russell Crowe für die Rolle des Sergeant First Class Norm „Hoot“ Gibson gewinnen, der auf den realen Personen „Hoot“ Hooten und John „Mace“ Macejunas basiert, doch Crowe hatte bereits für A Beautiful Mind – Genie und Wahnsinn unterschrieben.
Die U.S. Army unterstützte den Film aktiv mit Fahrzeugen und Waffen. So wurden die Hubschrauber MH-60K, MH-6 und AH-6 Little-Bird vom 160th Special Operations Aviation Regiment (160th SOAR) gestellt. Außerdem unterstützte ein Rangerzug der Bravo-Kompanie des 75. Ranger-Regiments die Aufnahmen. So wurde das sogenannte „Fast Roping“ – das schnelle Abseilen – aus den Black Hawks von ihnen ausgeführt. Ihr Zugführer Lt. Brian McCroskey war 1993 in Somalia dabei. Bei der Rettung von Daniel Busch fliegt im Film ebenfalls Keith Jones, Pilot des 160th SOAR, den Hubschrauber. Wie auch in Somalia steigt er aus und versorgt Busch. Die Schauspieler erhielten ebenfalls eine Ausbildung in ihrem Tätigkeitsfeld durch das US-Militär. Die Ranger-Darsteller wurden in Fort Benning (heute Fort Moore), die Delta-Force-Darsteller in Fort Bragg und die Pilotendarsteller in Fort Campbell im Umgang mit Waffen, Kampftechnik, allgemeinen militärischen Grundlagen und Bewegung in urbanem Gelände unterrichtet.
Der Film wurde an der Westküste von Marokko in Salé, Rabat und Kenitra gedreht. Der im Film gezeigte Sonnenaufgang ist in Wirklichkeit ein Sonnenuntergang.
In der deutschen Fassung wird bei der Einsatzbesprechung von AC 130 Spectre Kampfhubschraubern gesprochen. Dies ist allerdings ein Fehler bei der Synchronisation, da ein Hubschrauber dieses Typs nicht existiert. Gemeint ist eine Variante des Transportflugzeugs Lockheed C-130, die AC-130 Spectre Gunship, das speziell für den Angriff auf Bodenziele ausgerüstet ist. Es müsste also korrekterweise AC 130 Spectre Gunship lauten, wobei diese zur Zeit der Schlacht von Mogadischu in Somalia nicht im Einsatz waren.
Ridley Scott widmete den Film seiner 2001 verstorbenen Mutter Elizabeth Jean Scott. Ridleys Bruder Tony widmete seiner Mutter den Thriller Spy Game – Der finale Countdown.
Matt Rierson, der 19. Amerikaner, der in Mogadischu sein Leben ließ, wurde zwei Tage nach dem Absturz des Black Hawk von einem somalischen Mörser getötet. Deshalb werden häufig – wie im Abspann des Films – 19 gefallene Soldaten der Task Force in dieser Operation gezählt.